# Interstate 16
Die Interstate 16 (kurz I-16) ist ein Interstate Highway in den Vereinigten Staaten, die durch den US-Bundesstaat Georgia führt. Sie beginnt in Macon am Interstate 75 und endet nach 268 Kilometern in Savannah.

## Verlauf
Die Interstate 16 zweigt im Norden von Macon von der Interstate 75 ab und trifft südlich des Macon Coliseums nahe dem Ocmulgee National Monument die U.S. Highways 23, 80 und 129. Sie verläuft anschließend in südöstlicher Richtung parallel zum US 80. Als James L. Gillis Memorial Highway verläuft er ab Dublin in Richtung Osten und wird dort von den U.S. Highways 319 und 441 sowie nördlich von Soperton vom US 221 gekreuzt. Im Norden der Ortschaft Oak Park trifft sie auf den U.S. Highway 1 sowie südlich von Register auf die U.S. Highways 25 und 301.
Westlich der Stadt Savannah gibt es ein Kreuz mit der Interstate 95 und an der Stadtgrenze mit der Interstate 516. Ab der I-516 nutzt der U.S. Highway 17 auf einer Strecke von etwa drei Kilometern die I-16. Die Interstate endet nach 268 Kilometern im Zentrum von Savannah in der Montgomery Street.

## Allgemeines
- Der Interstate wird auch Jim L. Gillis Highway und manchmal auch GA 404 genannt.
- Erst seit dem Jahr 2000 entsprechen die Nummern der Ausfahrten den dazugehörigen Meilen.
- Er dient unter anderem zur Evakuierung der Gebiete um Savannah bei drohenden Hurrikans. In diesem Fall wird auch die Fahrspur in Richtung Osten genutzt.

## Zubringer
Die Interstate 516 im Westen von Savannah dient als Zubringerstrecke zur I-16.